# 白山和久
白山和久（しらやまかずひさ、1924年- ）は、日本の建築構造学者。建築材料学者。筑波大学名誉教授（構造工学系）。日本学術振興会委員、建築研究所長、建築住宅国際機構会長など歴任。東京生まれ。

## 略歴
1947年、東京大学第二工学部建築学科卒業。1951年、旧建設省建築研究所入所。第二研究部に。1975年、建築研究所長就任。1977年、筑波大学構造工学系教授就任。1985年、退官。同年、工学院大学工学部教授。
主な著書に『建築施工技術ハンドブック』 (1979年)『建築新素材・新材料』（1991年）『気泡コンクリート』 (1964年）など。受賞歴にセメント協会論文賞、日本建築学会賞論文賞および大賞など。